# 4876 Strabo
4876 Strabo è un asteroide della fascia principale. Scoperto nel 1973, presenta un'orbita caratterizzata da un semiasse maggiore pari a 2,9075786 UA e da un'eccentricità di 0,0223747, inclinata di 1,30058° rispetto all'eclittica.
Il nome fa riferimento a Strabone, geografo e storico greco antico.